# Рыбаки (Дмитровский городской округ)
Рыбаки — деревня в Дмитровском районе Московской области, в составе Сельского поселения Габовское. Население — 443 чел. (2010). В 1925—1939 годах — центр Рыбаковского сельсовета. В 1994—2006 годах Рыбаки входили в состав Габовского сельского округа.

## Расположение
Деревня расположена на крайнем юге района, на границе с Солнечногорским, примерно в 30 км на юг от Дмитрова, на северном берегу озера Круглое, высота центра над уровнем моря 213 м. Ближайшие населённые пункты — Агафониха на юго-востоке и посёлок совхоза «Останкино» с Озерецким на востоке.

## Население
| 2002 | 2006 | 2010 |
| ---- | ---- | ---- |
| 624  | ↘504 | ↘443 |